# Hendrik Braam

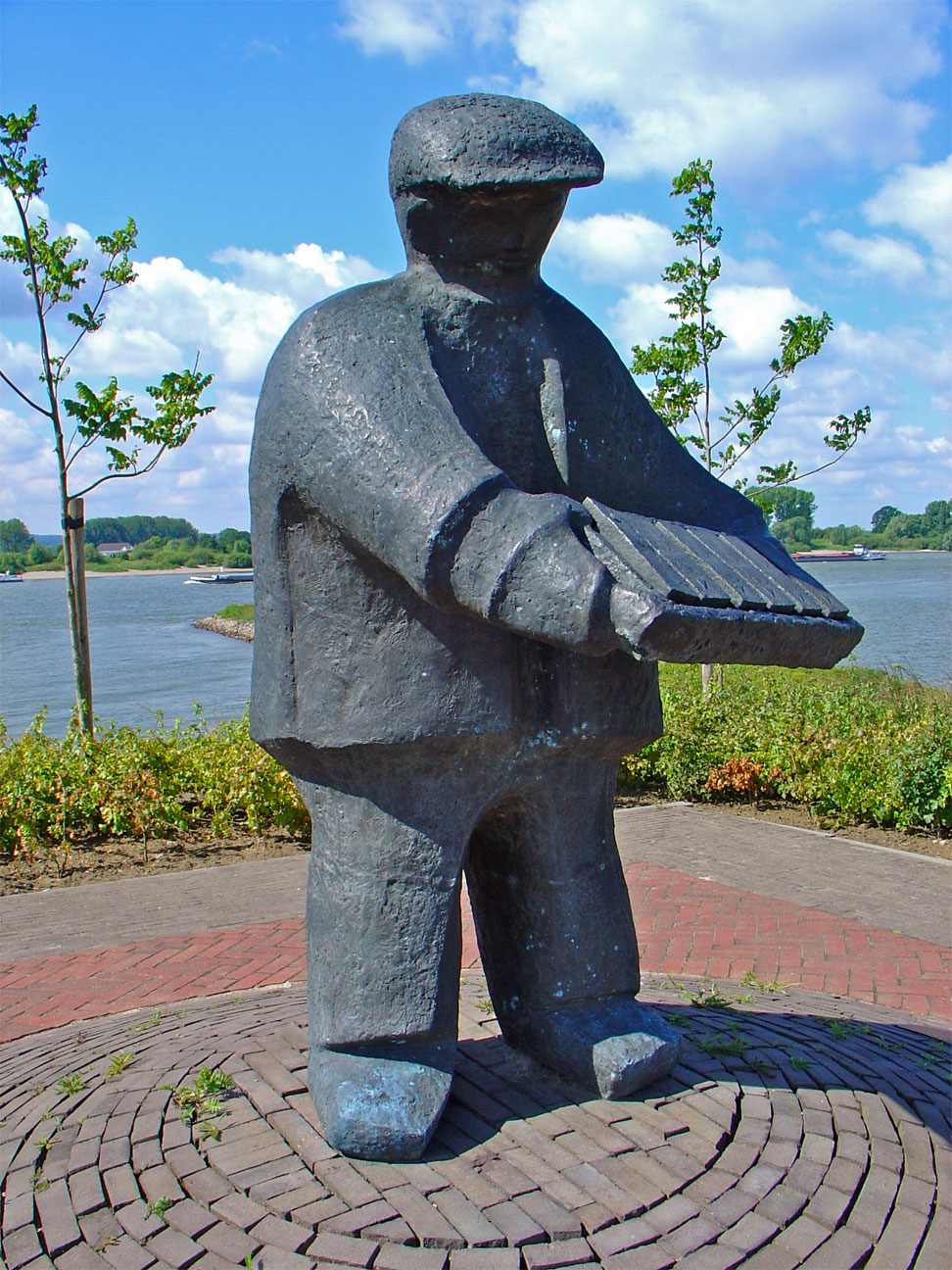
Standbeeld ter ere van het steenovenvolk in het Gelderse Spijk

Hendrikus (Hendrik) Braam (Gendt, 28 april 1879 - Bemmel, 1956) was een Nederlands vakbondsactivist en -bestuurder.
Hendrik Braam, grootvader van de onderzoeksjournalist en schrijfster Stella Braam, moest al als kleuter in de steenfabriek werken. Hij was de oprichter van de eerste vakbond voor steenfabrieksarbeiders. Braam, die werkzaam was op de steenfabiek in het Gelderse Gendt, trok zich het lot aan van zijn collega's; de andere overwegend ongeschoolde steenfabriekarbeiders. Samen met pastoor Huygens in Gendt zette hij zich in het begin van de 20e eeuw in voor de emancipatie van de steenfabriekarbeiders in het Gelderse rivierengebied. Op zijn fiets reed hij door Gelderland om zijn metgezellen, tot in de kleinste gehuchten, te informeren over hun rechten en hen tot actie te overtuigen. Braam werd de eerste voorzitter van de rooms-katholieke steenfabrieksarbeidersbond St. Stephanus.
Braam typeerde het moeizame proces van vakbondsvorming in de steenfabrieksector voor 1916 als volgt: De organisatie had reeds een groot gedeelte van onze arbeidende bevolking bereikt, toen er nog een groep arbeiders slaafden en zwoegden in de steenindustrie, die van het verenigingsleven niet het minste begrip hadden.

## Trivia
In Gendt is een straat naar Hendrik Braam genoemd.